# Metacantharis wittmeri
Metacantharis wittmeri es una especie de coleóptero de la familia Cantharidae.

## Distribución geográfica
Habita en Pakistán.